# Petite rivière Macamic
Petite rivière Macamic är ett vattendrag i Kanada.   Det ligger i provinsen Québec, i den sydöstra delen av landet, 400 km nordväst om huvudstaden Ottawa.
I omgivningarna runt Petite rivière Macamic växer i huvudsak blandskog. Trakten runt Petite rivière Macamic är nära nog obefolkad, med mindre än två invånare per kvadratkilometer.